# Alarcón
Alarcón è un comune spagnolo di 184 abitanti situato nella comunità autonoma di Castiglia-La Mancia.